# NGC 264
NGC 264 je galaksija u zviježđu Kipar.

## Vanjske poveznice
- SEDS: NGC 0264